# Adware
El terme "adware" (de l'anglès, ADvertising-supported softWARE) representa qualsevol programari que mostra o descarrega publicitat després d'instal·lar o mentre s'executa un programa. Si l'usuari té l'opció de treure la publicitat pagant, el programa esdevé "shareware". Alguns programes "adware" envien informació privada a tercers sense autorització de l'usuari. Aquesta pràctica es coneix amb el nom de "spyware", això no vol dir que tots els programes "adware" facin això, però cal anar amb compte.

## Programari compatible amb la publicitat
En el programari legítim, les funcions publicitàries s'integren o s'incorporen al programa. El desenvolupador normalment considera que el programari publicitari és una manera de recuperar els costos de desenvolupament i de generar ingressos. En alguns casos, el desenvolupador pot proporcionar el programari a l'usuari de franc o a un preu reduït. Els ingressos derivats de la presentació d'anuncis a l'usuari poden permetre o motivar al desenvolupador que continuï desenvolupant, mantingui i actualitzi el producte de programari. L'ús de programari amb suport publicitari a les empreses és cada vegada més popular, segons un sondeig del 2007 de McKinsey & Company, un terç dels executius IT i negocis planeja utilitzar programari finançat per anuncis en els dos anys següents. El programari finançat amb anuncis també és un dels models de negoci per a programari de codi obert.

### Programari d'aplicacions
Alguns programes s'ofereixen tant en un mode de suport publicitari com en un mode de publicitat sense pagament. Aquest últim sol estar disponible mitjançant la compra en línia d'una llicència o codi de registre del programari que obre el mode, o la compra i la descàrrega d'una versió separada del programari.
Alguns autors de programari ofereixen versions del seu programari suportades per publicitat com a opció alternativa per a organitzacions empresarials que volen evitar pagar grans quantitats de llicències de programari, finançant el desenvolupament del programari amb taxes més elevades per als anunciants.
Alguns exemples de programari compatible amb publicitat inclouen Adblock Plus ("Acceptable Ads"), la versió de Windows de l'aplicació de telefonia IP Skype, i la família de lectors de llibres electrònics Amazon Kindle 3, que té versions anomenades "Kindle with Special Offers" (Kindle amb ofertes especials) que mostren anuncis a la pàgina principal i en mode de repòs a canvi de preus substancialment inferiors.
El 2012, Microsoft i la seva divisió publicitària, Microsoft Advertising, va anunciar que Windows 8, el llançament principal del sistema operatiu de Microsoft Windows, oferiria mètodes integrats perquè els autors de programari utilitzessin el suport publicitari com a model de negoci. La idea havia estat considerada des del 2005.